# Maria Epple-Beck
Maria Epple-Beck, geborene Maria Epple, genannt „Marile“, (* 11. März 1959 in Seeg, Bayern) ist eine ehemalige deutsche Skirennläuferin. 1978 wurde sie Weltmeisterin im Riesenslalom. Ihre ältere Schwester Irene war ebenfalls im Skiweltcup erfolgreich.

## Biografie
Ihren größten Erfolg feierte sie zu Beginn ihrer Laufbahn, als sie in Garmisch-Partenkirchen 1978 Weltmeisterin im Riesenslalom wurde. Dafür wurde sie mit dem Silbernen Lorbeerblatt ausgezeichnet. Im gleichen Jahr wurde sie zur deutschen Sportlerin des Jahres gewählt. Im Skiweltcup, in dem Maria Epple erstmals mit Rang 9 beim Slalom in Aprica vom 11. Dezember 1975 in den Punkterängen aufscheint, errang sie zahlreiche Plätze auf dem Podium (erstmals mit Rang 2 am 8. Dezember 1977 beim Riesenslalom von Val-d’Isère) und fünf Weltcupsiege, einen zweiten und vierten Platz im Gesamt-Weltcup sowie drei Deutsche Meistertitel im Slalom und im Riesenslalom. Im Rahmen der nur zum Nationencup zählenden World Series of Skiing siegte sie am 25. November 1984 beim Slalom von San Sicario. Schon am 28. März 1982 hatte sie beim Saisonfinale in Montgenèvre einen ebenfalls nur zum Nationencup zählenden Parallel-Slalom (Finalerfolg gegen Lea Sölkner) gewonnen.
Sie ist mit dem vierfachen deutschen Slalommeister Florian Beck verheiratet, mit dem sie zwei Kinder hat. Heute betreibt die gelernte Kosmetikerin Maria Epple-Beck in Gunzesried ein Haus mit 4-Sterne-Ferienwohnung und Kosmetikstudio und ist in der Veranstaltungsorganisation tätig.

## Erfolge

### Olympische Spiele
- Lake Placid 1980: 8. Riesenslalom (zählte zugleich als WM)
- Sarajevo 1984: 12. Slalom, 13. Riesenslalom

### Weltmeisterschaften
- Garmisch-Partenkirchen 1978: 1. Riesenslalom
- Schladming 1982: 6. Slalom
- Bormio 1985: 7. Riesenslalom

### Weltcupwertungen
| Saison  | Gesamt | Gesamt | Riesenslalom | Riesenslalom | Slalom | Slalom |
| Saison  | Platz  | Punkte | Platz        | Punkte       | Platz  | Punkte |
| ------- | ------ | ------ | ------------ | ------------ | ------ | ------ |
| 1975/76 | 38.    | 7      | –            | –            | 19.    | 7      |
| 1976/77 | 33.    | 5      | 22.          | 4            | 21.    | 1      |
| 1977/78 | 7.     | 94     | 3.           | 77           | 6.     | 46     |
| 1979/80 | 28.    | 36     | 12.          | 32           | 34.    | 4      |
| 1980/81 | 14.    | 102    | 6.           | 71           | 12.    | 31     |
| 1981/82 | 4.     | 166    | 2.           | 110          | 8.     | 56     |
| 1982/83 | 9.     | 109    | 3.           | 81           | 11.    | 45     |
| 1983/84 | 14.    | 92     | 8.           | 53           | 15.    | 40     |
| 1984/85 | 12.    | 106    | 14.          | 43           | 5.     | 67     |
| 1985/86 | 42.    | 39     | 19.          | 19           | 19.    | 20     |

### Weltcupsiege
Epple errang insgesamt 23 Podestplätze, davon 5 Siege:
| Datum            | Ort         | Land        | Disziplin    |
| ---------------- | ----------- | ----------- | ------------ |
| 4. Februar 1981  | Zwiesel     | Deutschland | Riesenslalom |
| 9. Februar 1982  | Oberstaufen | Deutschland | Riesenslalom |
| 27. Februar 1982 | Aspen       | USA         | Riesenslalom |
| 25. März 1982    | San Sicario | Italien     | Riesenslalom |
| 25. Januar 1985  | Arosa       | Schweiz     | Slalom       |